# Lat (monnaie)
Pour les articles homonymes, voir LAT.
Le terme lat (lao : ເງິນລາດ) désigne, de façon générique, une ancienne forme de monnaie de commodité et une unité de masse qui circula dans les royaumes du Lan Xang, puis de Vientiane, Luang Prabang, et Champassak, entre la fin du XIVe et le début du XXe siècle. Cette production métallurgique monétaire qui appartient à l'histoire du Laos, fut remplacée au moment de la colonisation française par la piastre à partir des années 1885-1904.

## Histoire

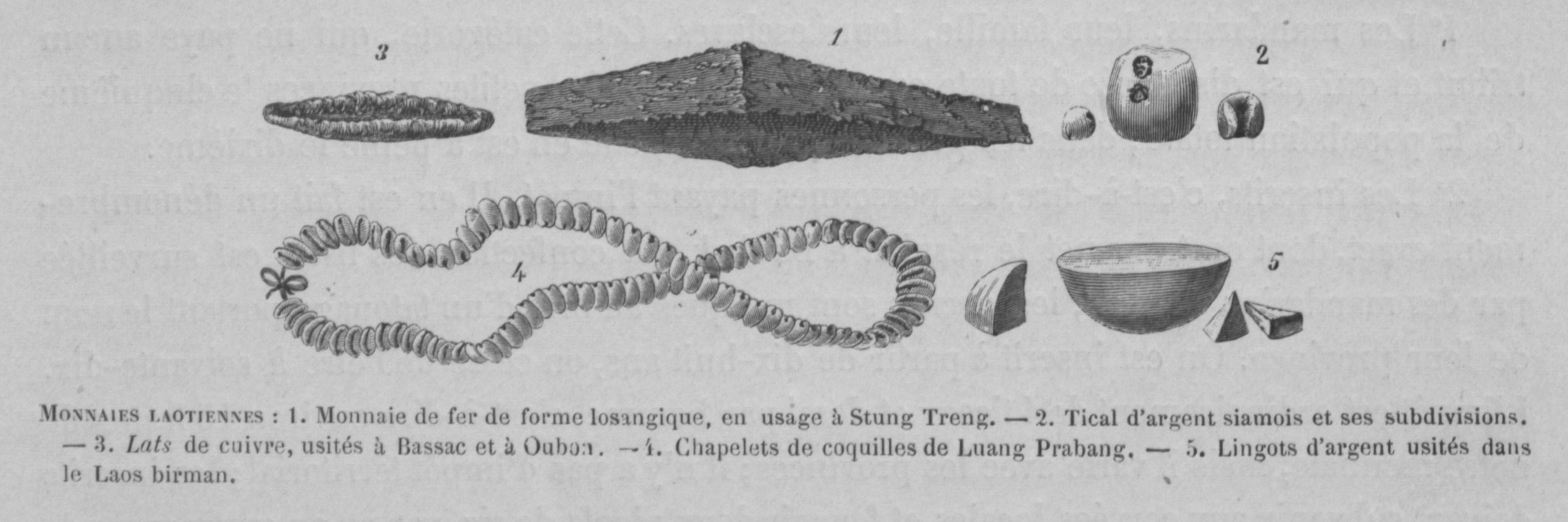
Gravure décrivant différentes monnaies de commodités et poids trouvés au Laos vers 1866.

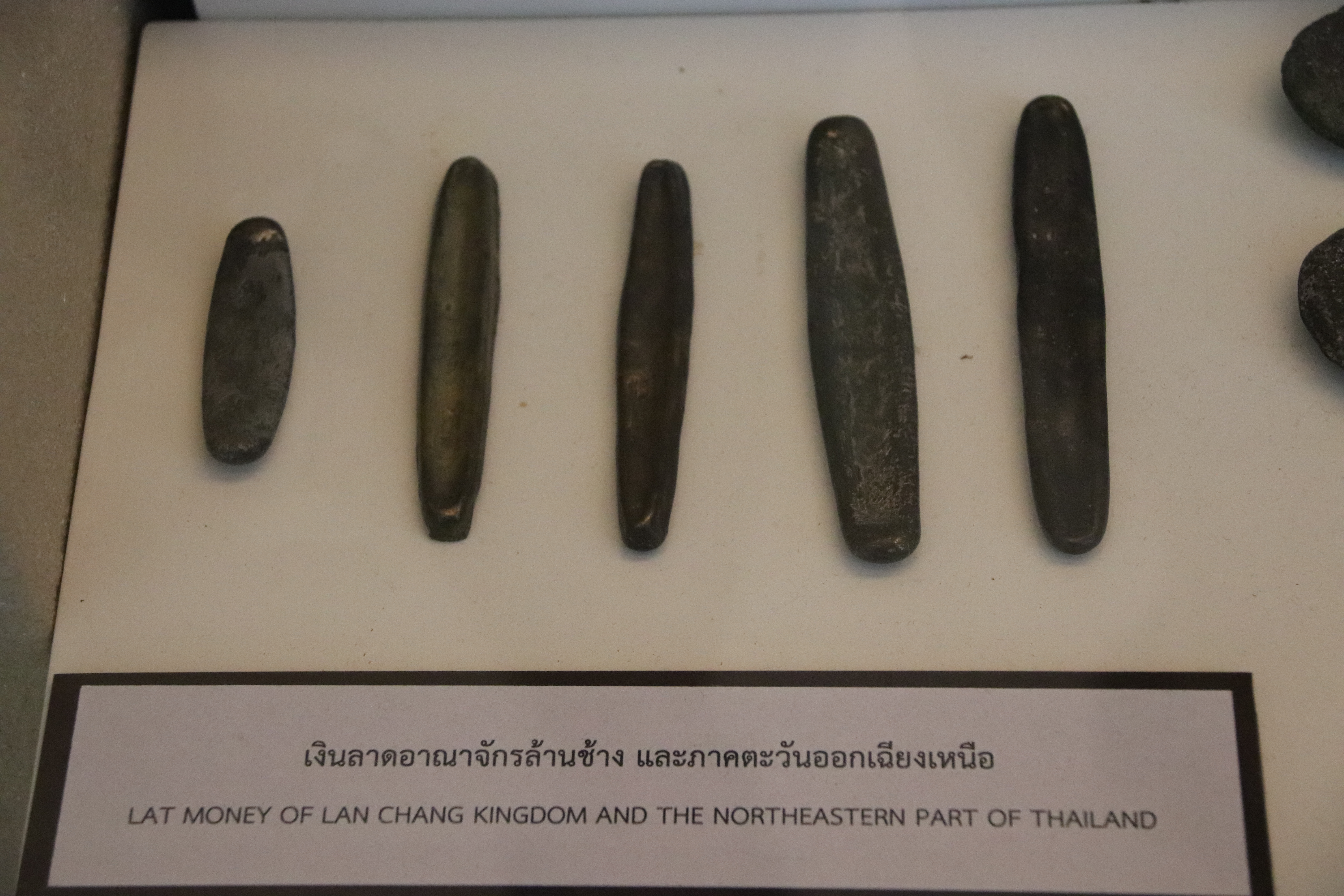
Différents lats du Lan Xang exposés au musée Ramkhamhaeng (Sukhothaï, Thaïlande).

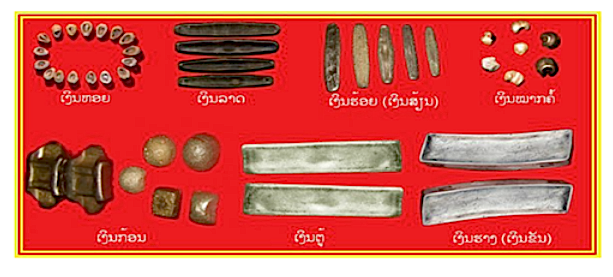
Extrait d'un ouvrage laotien montrant différents types de monnaies et poids produits entre 1373 et 1478 au Lan Xang.

Le Lan Xang émerge au moment du début du déclin de l'empire khmer, à milieu du XIVe siècle : situé au nord de la péninsule indochinoise, il est enclavé entre, à l'ouest, les royaumes de Lanna, Sukhothaï et Ayutthaya, et à l'est, par le Đại Việt, royaume où circule la sapèque. Empire commerçant, où une forme de troc semble avoir longtemps dominée les échanges, il vit émerger sous le règne de Fa Ngum une nouvelle unité de masse prenant l'apparence de lingotins en métal coulé, soit en bronze (les plus courants), soit en argent métal plus ou moins pur. Sa forme fuselée et creuse le fit appeler « monnaie-bateau » ou « monnaie-canoé » par les observateurs occidentaux. L'explorateur Francis Garnier note leur présence au Laos dans les années 1866-1868, et les appelle des lats, dont l'usage est signalé comme utile au commerce,. 
La barre de lat en bronze pèse en moyenne 60 g, celle de 2 lats, 120 g. Il en existe de plus petites, de 30 g, sans doute d'une valeur d'un demi lat. Leur surface intérieure peut être lisse ou grenelée. Ceux en alliage d'argent sont appelés hoi et sont en général contremarqués en symboles luang à partir du début du XVIIIe siècle, dont un motif figurant un éléphant. Surnommé « langue de tigre », le hoi est appelé tamlung au Siam, où il circule également, surtout à partir de 1779, quand le Laos devient un royaume vassal de ce dernier. Le Siam accentue son emprise sur le Laos et la production de lats diminue : en 1851, le baht reposant sur le tael y est introduit, et deux systèmes coexistent jusqu'à l'arrivée des Français.
Certains chercheurs ont récemment estimé, à l'examen des contremarques, que le hoi a pu servir à des offrandes lors de cérémonies votives et de fêtes.